# Демёхин, Андрей Васильевич
Андрей Васильевич Демёхин (1921—1946) — советский лётчик штурмовой авиации в годы Великой Отечественной войны, Герой Советского Союза (13.04.1944). Старший лейтенант.

## Биография
Андрей Демёхин родился 6 декабря 1921 года в деревне Думиничи ныне Думиничского района Калужской области в рабочей семье. С 1924 года семья проживала в Луганске. Окончил школу-семилетку в 1937 году, а затем и Ворошиловградский аэроклуб. Работал слесарем на заводе имени 20-летия Октября, с 1939 года — на заводе № 60 (Ворошиловградский патронный завод).
В феврале 1941 года А. Демёхин был призван на службу в Рабоче-крестьянскую Красную Армию и направлен на учёбу. В 1942 году он окончил Энгельскую военную авиационную школу пилотов в звании старшего сержанта.
С сентября того же года — на фронтах Великой Отечественной войны. Весь боевой путь прошёл в рядах 503-го штурмового авиационного полка, с которым воевал на Сталинградском, Южном, Северо-Кавказском, 4-м Украинском, 3-м, 1-м и 2-м Прибалтийских фронтах. Участвовал в Сталинградской битве и в битве за Кавказ, в воздушном сражении на Кубани, в Миусской, Донбасской, Мелитопольской, Никопольско-Криворожской, Крымской, Тартусской и Прибалтийской наступательных операциях.
В 1943 году вступил в ВКП(б).
К концу октября 1943 года командир звена 503-го штурмового авиаполка 206-й штурмовой авиадивизии 7-го штурмового авиакорпуса 8-й воздушной армии 4-го Украинского фронта лейтенант Андрей Демёхин совершил 97 боевых вылетов на штурмовку скоплений вражеской боевой техники и живой силы, нанёс большой урон врагу. Кроме уничтоженной на земле многочисленной военной техники врага, на его счету был и лично сбитый в бою 11 ноября 1943 года истребитель Ме-110. За эти подвиги был представлен к званию Героя.
Указом Президиума Верховного Совета СССР от 13 апреля 1944 года за «образцовое выполнение боевых заданий командования на фронте борьбы с немецкими захватчиками и проявленные при этом отвагу и геройство» лейтенанту Андрею Васильевичу Демёхину присвоено звание Героя Советского Союза с вручением ордена Ленина и медали «Золотая Звезда» за номером 1318.
Пока документы несколько месяцев «ходили по инстанциям», отважный лётчик продолжал громить врага. 25 января 1944 года он был назначен заместителем командира эскадрильи.
Совершил беспримерный подвиг в боевом вылете 10 марта 1944 года. При возвращении с задания штурмовики заметили, как один из подбитых советских истребителей совершил вынужденную посадку в поле на занятой врагом территории, и к месту его падения из ближайшей деревни бросились гитлеровцы. Штурмовики решили спасти товарища, образовали круг, а младший лейтенант Владимир Милонов, выпустив шасси, пошел на посадку. Но при посадке огнём с земли немцы повредили выпущенное колесо штурмовика, взлетать на нём стало невозможно. В беде оказалось уже три лётчика. Тогда лейтенант Андрей Демёхин приземлился вблизи двух самолётов, но его машина застряла в размокшем грунте. Совместно лётчики выкатили Ил-2 на грунтовую дорогу, где земля была плотнее, Тем временем летчик-истребитель младший лейтенант Иван Стопа и пилот-штурмовик младший лейтенант В. Милонов сели в кабину стрелка, а воздушные стрелки обоих экипажей  старший сержант Н. Разгоняев и старший сержант Н. Хирный приспособились на подкосах правой и левой стоек шасси. В таком виде Демёхин поднял машину в воздух (немецкие солдаты были уже в нескольких десятках метрах от самолёта, их прижимали к земле огнём с воздуха другие экипажи штурмовиков) и благополучно привёл её на свой аэродром. Но, как и странно, за этот подвиг Андрей Демёхин не был награждён, он не упомянут ни в одном из его наградных листов.
Окончательный боевой счёт аса не известен, согласно его последнего по времени представлению к награждению, датированному 13 октября 1944 года, на эту дату он совершил 158 боевых вылетов.
После окончания войны старший лейтенант А. В. Демёхин продолжил службу в Советской армии. 8 октября 1946 года он трагически погиб в авиакатастрофе. Похоронен в городе Червоноармейске Ровенской области Украины.

## Награды
- Герой Советского Союза (13.04.1944)
- Орден Ленина (13.04.1944)
- Два ордена Красного Знамени (10.09.1943, 11.09.1943)
- Орден Отечественной войны 1-й степени (27.10.1944)
- Орден Красной Звезды (16.11.1942)
- Медаль «За оборону Сталинграда»
- Медаль «За победу над Германией в Великой Отечественной войне 1941—1945 гг.»[2]

## Память
В честь А. В. Демёхина названа улица в Луганске, на территории завода имени 20-летия Октября ему установлен памятник.